# Vanadat
Un vanadat és, en química, un compost que conté un oxianió de vanadi en el seu estat d'oxidació més alt, +5. L'ió vanadat més simple és l'anió ortovanadat VO₄3-, tetraedre, el qual està present, per exemple, en l'ortovanadat de sodi i en solucions de V₂O₅ en una base forta (pH > 13). Convencionalment aquest ió és representat amb un enllaç doble senzill, però aquesta és una forma de resonacia, ja que l'ió és un tetraedre regular amb quatre àtoms d'oxigen equivalents.